# شانگ چی و افسانه ده حلقه
شانگ-چی و افسانهٔ ده حلقه (به انگلیسی: Shang-Chi and the Legend of the Ten Rings) یک فیلم ابرقهرمانی آمریکایی بر پایهٔ شخصیت شانگ-چی از مارول کامیکس است که در سال ۲۰۲۱ منتشر شد. تهیهٔ این فیلم بر عهدهٔ مارول استودیوز است و از طریق استودیو سینمایی والت دیزنی توزیع شده‌است. این بیست و پنجمین فیلم از دنیای سینمایی مارول است. کارگردانی این فیلم بر عهدهٔ دستین دنیل کرتون از فیلم‌نامه‌ای است که وی با دیوید کالاهام و اندرو لانهم نوشته‌است. سیمو لیو در نقش شانگ-چی در کنار آکوافینا، منگر ژانگ، فالا چن، فلوریان مونتئانو، بندیکت وانگ، میشل یئو، بن کینگزلی، و تونی لیانگ ایفای نقش می‌کند. در این فیلم، شانگ-چی مجبور به مقابله با گذشته خود پس از جذب شدن به سازمان ده حلقه پدرش می‌شود.
فیلمی بر پایه شخصیت شانگ چی از سال ۲۰۰۱ در دست ساخت بود، اما با جدیت روی این پروژه کار نشده بود تا وقتی که در ۲۰۱۸ کالاهام استخدام شد. کرتون در مارس ۲۰۱۹ به پروژه پیوست؛ با این کار پروژه به سرعت دنبال شد تا اولین فیلم مارول با رهبری یک آسیایی باشد. عنوان فیلم و بازیگران اصلی در ژوئیه اعلام شد؛ ارتباط این فیلم با ماندارین (لیانگ) و سازمان ده حلقه او که در سراسر دنیای سینمایی مارول ظاهر می‌شود، آشکار شد. فیلم‌برداری از اوایل سال ۲۰۲۰ و مکان‌هایی از جمله استرالیا و لس‌آنجلس آغاز شد و در ۲۴ اکتبر کارگردان فیلم با انتشار پستی در اینستاگرام خود اعلام کرد که فیلم‌برداری این فیلم تمام شده‌است.
شانگ-چی و افسانهٔ ده حلقه نخستین بار در ۱۶ اوت ۲۰۲۱ در لس آنجلس به نمایش درآمد و سپس در ۳ سپتامبر به عنوان بخشی از فاز چهارم دنیای سینمایی مارول در ایالات متحده منتشر شد. این فیلم چندین رکورد در گیشه شکست و با بیش از ۴۳۲ میلیون دلار فروش جهانی به نهمین فیلم پرفروش سال ۲۰۲۱ تبدیل شد. این اثر نقدهای مثبتی از منتقدان دریافت کرد. طراحی حرکات، سکانس‌های اکشن و کاوش و بازنمایی فرهنگ آسیایی و نقش‌آفرینی لیو و لیانگ در فیلم مورد تحسین قرار گرفت.

## داستان
هزاران سال پیش، «شو ون‌وو» ده حلقه را که در واقع سلاح‌های سحرآمیزی هستند که به صاحبان آن‌ها جاودانگی و قدرت خدایی می‌بخشد را کشف می‌کند. ونوو انجمن ده حلقه را تأسیس کرده، پادشاهی‌ها را فتح کرده و دولت‌ها را در طول تاریخ سرنگون می‌کند. در سال ۱۹۹۶، ونوو جستجوی خود را برای پیدا کردن روستای لو آغاز می‌کند، روستایی که گفته می‌شود زیستگاه جانوران افسانه‌ای است تا از این طریق قدرت خود را گسترش دهد. او از طریق جنگلی جادویی تا ورودی روستا حرکت می‌کند اما توسط نگهبان روستا «یینگ لی» از ورود وی جلوگیری می‌شود. این دو عاشق یکدیگر می‌شوند، اما روستاییان ونوو را ترد می‌کنند، بنابراین لی همراه او می‌رود. آن‌ها صاحب دو فرزند می‌شوند، شانگ چی و شیالینگ. ونو ده حلقه را رها می‌کند تا در کنار خانواده‌اش باشد. وقتی شانگ چی ۷ ساله است، لی توسط دشمنان ونوو، گروه آهنین کشته می‌شود. ونوو بار دیگر حلقه‌ها را برای کشتن گروه آهنین در اختیار گرفته و رهبری انجمن خود را به دست می‌گیرد و شانگ‌چی آموزش‌های سختی را در هنرهای رزمی می‌گذراند. وقتی شانگ چی ۱۴ ساله می‌شود، ون وو او را برای کشتن رهبر گروه آهنین می‌فرستد. شانگ‌چی که پس از انجام این مأموریت احساس یاس می‌کند، به سان فرانسیسکو می‌گریزد و نام «شان» را برای خود برمی‌گزیند.
در زمان حال، شانگ‌چی در کنار بهترین دوستش کتی، به عنوان خدمتکار مشغول کارند. آن‌ها در اتوبوسی مورد حمله انجمن ده حلقه قرار می‌گیرند و یک آویز را که لی به شانگ‌چی داده بود را می‌دزدند. ونوو به‌طور ناشناس مکان شیانگ را در اختیار شانگ‌چی قرار می‌دهد. شانگ‌چی از ترس اینکه ده حلقه به دنبال آویز شیالینگ برود، تصمیم می‌گیرد با او ملاقات کند. او گذشته خود را برای کتی فاش می‌کند و کتی اصرار دارد تا به او کمک کند. آن‌ها شیالینگ را در یک باشگاه مبارزه زیرزمینی در ماکائو که او پس از فرار از ونوو آن را تأسیس کرده، پیدا می‌کنند. ده حلقه به باشگاه مبارزه حمله می‌کنند و ونوو به‌طور غیرمنتظره برای تصرف شانگ چی، کتی، شیالینگ و آویز او سرمی‌رسد.
آن‌ها به مقر ده حلقه برده می‌شوند، جایی که ون‌وو از آویزها برای ایجاد نقشه بازگشت به تالو استفاده می‌کند. ونوو فاش می‌کند که صدای لی را می‌شنود اکه به او می‌گوید در تالو پشت دروازه ای مهر و موم شده اسیر شده‌است. او تأکید می‌کند اگر او را آزاد نکنند، روستا را نابود می‌کند. وقتی که بچه‌ها و کتی به او اعتراض می‌کنند، آن‌ها را زندانی می‌کند. این سه با بازیگر سابق ترور اسلتری که ده حلقه او را به دلیل جعل هویت ونوو زندانی کرده بود، ملاقات می‌کنند و همراه او مونریس پیشنهاد می‌کند تا آن‌ها را به تالو هدایت کند.
گروه از آن‌جا خارج می‌شوند و به سمت تالو که دارای موجودات اساطیری چینی مختلف است، حرکت می‌کنند. آن‌ها به اهالی روستا حمله ده حلقه را هشدار می‌دهند و با ینگ نا، خواهر لی آشنا می‌شوند. او تاریخ تالو را برای آن‌ها شرح می‌دهد: هزاران سال پیش، این روستا مورد حمله «مقیم تاریکی» تسخیر کننده روح و جانشینانشان قرار گرفت، اما توسط یک اژدهای چینی به نام محافظ بزرگ نجات یافتند و به مهر و موم کردن ورودی دروازه تاریکی به روستا کمک کرد. به گفته نان، «مقیم تاریکی» بر ونوو تأثیر گذاشته‌است تا باور کند که لی هنوز زنده است و دروازه را باز کند. شانگ‌چی، شیالینگ و کتی به روستاییان می‌پیوندند و با استفاده از لباس‌ها و سلاح‌های ساخته شده از فلس‌های اژدها و آموزش دیدن، برای رویارویی با ونوو آماده می‌شوند.
سرانجام ون‌وو و ده حلقه سرمی‌رسند. نبردی درمی‌گیرد و ونوو و شانگ‌چی با هم درگیر می‌شوند که با ونوو شانگ‌چی را به دریاچه‌ای می‌اندازد. ونوو شروع به شکستن دروازه با حلقه‌ها می‌کند و بدون اینکه بداند باعث فرار و حمله بسیاری از مقیمان تاریکی به انسان‌ها می‌شود. روستاییان و ده حلقه با یکدیگر متحد می‌شوند تا با آن‌ها مبارزه کنند. با احیا شدن شانگ‌چی توسط محافظ بزرگ، دریاچه را ترک می‌کند تا با آن‌ها مبارزه کند. ونوو و شانگ‌چی یکبار دیگر می‌جنگند. شانگ‌چی می‌تواند او را شکست دهد، اما ترجیح می‌دهد از ونوو صرف‌نظر می‌کند تا ضربه محکم‌تری به او وارد کند. «مقیم تاریکی» از دروازه تضعیف شده عبور می‌کند و به شانگ‌چی حمله می‌کند. ونوو با نجات دادن شانگ‌چی، حلقه‌ها را قبل از کشته شدن توسط «مقیم تاریکی» به شانگ‌چی واگذار می‌کند. شانگ چی، محافظ بزرگ، شیالینگ و کتی با «مقیم تاریکی» مبارزه می‌کنند و در نهایت آن را از بین می‌برند. پس از نبرد، شانگ چی و کتی به سانفرانسیسکو برمی گردند و در آنجا توسط جادوگر وانگ احضار می‌شوند تا او را در سنکتوم سنکتوروم (Sanctum Sanctorum) همراهی کنند.
در صحنه بین تیتراژ، این سه نفر با بروس بنر و کارول دنورز صحبت می‌کنند و متوجه می‌شوند که ده حلقه سیگنال مرموزی را منتشر می‌کنند. در صحنه پس از تیتراژ، می‌بینم که شیالینگ رهبر جدید انجمن ده حلقه شده‌است.

## بازیگران

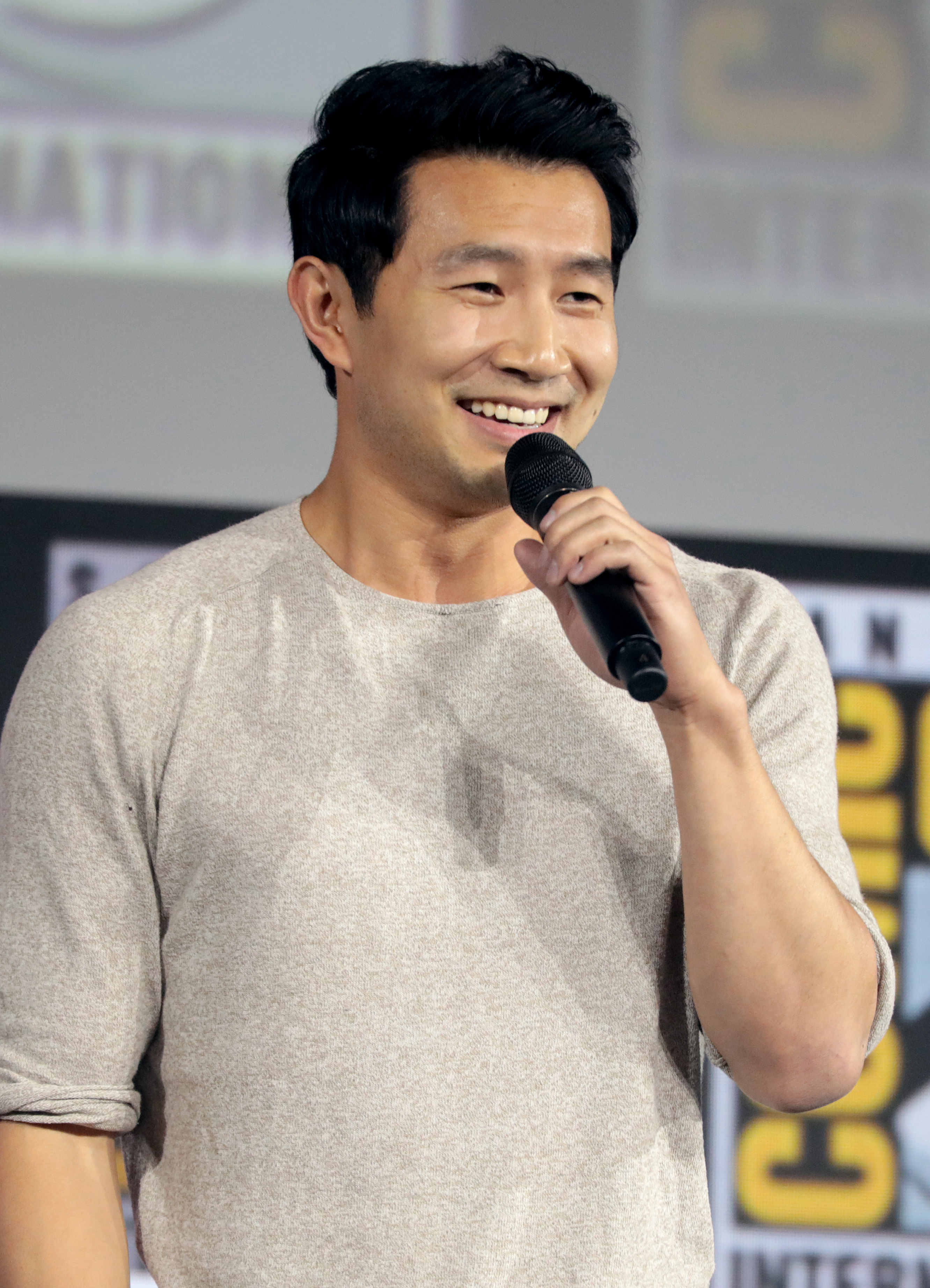
سیمو لیو در کامیک-کان سن دیگو ۲۰۱۹

- سیمو لیو در نقش شانگ چی: یک هنرمند رزمی ماهر، برادر شیالینگ و پسر شن ون‌وو و یینگ لی.[۵]
- آکوافینا در نقش کیتی: دوست‌دختر شانگ‌چی.
- منگر ژانگ[۶] در نقش شو شیالینگ: خواهر شانگ‌چی و دختر شن ون‌وو و یینگ لی.
- فالا چن در نقش یینگ لی: همسر ون‌وو و مادر شانگ چی و شیالینگ که نگهبان تا لو بود.
- فلوریان مونتئانو[۷] در نقش مشت تیغی.
- بندیکت وانگ در نقش وانگ: جادوگر قدرتمند و از یاران باوفای دکتر استرنج.
- میشل یئو در نقش یینگ نان.
- بن کینگزلی در نقش ترور اسلتری.
- تونی لیانگ در نقش شو‌ ون‌وو / ماندارین:
رهبر سازمان تروریستی ده حلقه. ماندارین جایگزین پدر شانگ‌چی کمیک‌ها یعنی، فو مانچو، یک «شخصیت مشکل ساز» در ارتباط با کلیشه‌های نژادپرستانه‌ای شد که مارول استودیو از آن حقوق فیلم برخوردار نیست. کارگردان دستین دنیل کرتون با بیان اینکه می‌خواهد جنبه‌های مشکل‌ساز ماندارین را تغییر دهد، گفت: «فکر می‌کنم [لیانگ] انسانی به ارمغان می‌آورد که ما به آن شخصیت نیاز داریم. ما به دنبال این نیستیم که دیگر در کلیشه‌های آسیایی که در سینما و فرهنگ پاپ دیده‌ایم، سهیم شویم. . . [لیانگ] یک بازیگر باورنکردنی است و من هیجان زده‌ام که از او کمک بگیریم تا برخی از این کلیشه‌ها را بشکنیم.»[۸]
- تیم راث در نقش امیل بلونسکی/ابومیشن:
دشمن هالک که پس از فیلم هالک شگفت‌انگیز برای اولین بار به صورت کوتاه در این فیلم حضور دارد.

## تولید

### توسعه
طبق گفته‌های مارگارت لوش، رئیس پیشین و مدیر عامل شرکت تولیدات مارول، استن لی دربارهٔ فیلم یا سریال‌های تلویزیونی دربارهٔ شانگ چی با بازیگر براندون لی و مادرش لیندا لی در طول دهه ۱۹۸۰ بحث و گفتگو کرد، با این هدف که ستاره چنین پروژه ای براندون لی باشد که در نقش شانگ-چی ظاهر شود. پدر براندون، افسانه هنرهای رزمی، بروس لی، الهام بخش ظاهر شانگ-چی برای هنرمند پائول گولاسی هنگام ترسیم شانگ-چی در دوران تصدی خود در مجموعه کتاب‌های کمیک استاد کونگ فو در دهه ۱۹۷۰ بود. در سال ۲۰۰۱، استیون نورینگتون قصد خود را برای کارگردانی فیلمی براساس شانگ چی با عنوان دستان شانگ چی اعلام کرد. در سال ۲۰۰۳، این فیلم در دریم ورکس یوئن وو پینگ جایگزین نوریینگتون کرد و پینگ به عنوان کارگردان فیلم و بروس سی مک کننا برای نوشتن فیلمنامه استخدام شد. همچنین انگ لی در سال ۲۰۰۴ به عنوان تهیه‌کننده به این پروژه پیوست، اما پروژه پس از آن ادامه نیافت و حق فیلمسازی این شخصیت به مارول برگردانده شد. در سپتامبر ۲۰۰۵، آوی آراد رئیس و مدیر عامل شرکت مارول اعلام کرد که شانگ-چی یکی از ده شخصیت‌هایی است که فیلمی براساس آن شخصیت در استودیوی تازه تأسیس خود یعنی مارول استودیوز ساخته می‌شود، پس از اینکه این شرکت تازه تأسیس بودجه خود را برای تولید برخی از نامزدهای این ده فیلم تهیه کرد توسط پارامونت پیکچرز توزیع می‌شود.
تا دسامبر ۲۰۱۸، مارول به سرعت قصد داشت یک فیلم با محوریت شخصیت شانگ-چی را با هدف ساخت نخستین فیلم خود را به رهبری یک آسیایی بسازد. مارول نویسنده چینی-آمریکایی دیوید کالاهام را برای نوشتن فیلم نامه استخدام کرد و به دنبال فیلمسازان آسیایی و آسیایی-آمریکایی برای کارگردانی بالقوه این فیلم بود. هدف این استودیوها کشف «مضامین آسیایی و آمریکایی-آسیایی، ساخته شده توسط فیلمسازان آسیایی و آسیایی-آمریکایی» بود، همانگونه که در اوایل ۲۰۱۸ برای فرهنگ آفریقایی و آفریقایی-آمریکایی با پلنگ سیاه کرده بودند. توسعه فیلم نیز پس از موفقیت فیلم آسیایی‌های خرپول شروع شد که در اوایل ۲۰۱۸ نیز اکران شد و همین باعث شد که چندین فیلم تحت رهبری آسیا توسط استودیوهای هالیوود ساخته شود. پیش‌بینی می‌شود که فیلمنامه کالاهام عناصر داستان‌های کمیک شخصیت را که برای اولین بار در دهه ۱۹۷۰ نوشته شده‌است، نوسازی کند تا از آنچه مخاطبان مدرن را کلیشه‌های منفی می‌دانند، دوری کنند. ریچارد نیوبی از هالیوود ریپورتر گفت که این فیلم با آوردن دیدگاه جدیدی به شخصیت می‌تواند "به شکلی شبیه به پلنگ سیاه " شروع کند. نیوبی احساس کرد شانگ-چی باید به عنوان یک مجموعه تلویزیونی تولید شود، و گفت که "با حجم صحبت می‌کند" که مارول تصمیم می‌گیرد به جای آن یک فیلم بلند دربارهٔ شخصیت بسازد. نیوبی به این نتیجه رسید که این فیلم فرصتی است برای جلوگیری از کلیشه‌ها در مورد هنرمندان رزمی آسیایی و "بیشتر از بروس لی مارول".
مارول استودیوز فیلمساز ژاپنی-آمریکایی دستین دنیل کرتون برای کارگردانی این فیلم در مارس ۲۰۱۹ استخدام کرد. همچنین مارول دبورا چو - که قبلاً کارگردانی برخی از اپیزودهای مجموعه‌های تلویزیونی مشت آهنین مارول و جسیکا جونز کرده بود - جاستین تیپینگ، و آلن یانگ را نیز برای کارگردانی این فیلم در نظر گرفته بود. در آوریل، مارول استودیو و وزیر هنر استرالیا میچ فیفیلد اعلام کردند که فیلم بعدی مارول، که گمان می‌رود شانگ چی است، در فاکس استودیوز استرالیا در سیدنی و در مکانهای مختلف ایالت نیو ساوت ولز فیلمبرداری می‌شود. این تولید ۲۴ میلیون دلار استرالیا (۱۸ میلیون دلار آمریکا) با تأمین اعتبار یکبار از دولت استرالیا و همچنین حمایت از ۱۰ میلیون دلار استرالیا (۸ میلیون دلار آمریکا) صندوق دولتی «ساخته شده در نیو ساوت ولز» دریافت کرد. پیش‌بینی می‌شود این فیلم باعث جذب ۱۵۰ میلیون دلار استرالیا (۱۱۵ میلیون دلار) سرمایه‌گذاری خارجی برای اقتصاد استرالیا و ایجاد ۴۷۰۰ شغل جدید، و استفاده از ۱۲۰۰ مشاغل محلی شود. دان هاروین وزیر هنر نیو ساوت ولز، در ماه ژوئیه تأیید کرد که این فیلم شانگ-چی بود و نشان داد که مراحل پیش تولید ثور: عشق و تندر (۲۰۲۱)؛ قبل از تولید شانگ چی و در سال ۲۰۲۰ شروع خواهد شد.

### پیش تولید
در اواسط ماه ژوئیه، مارول تست بازیگران ۲۰ ساله خود را برای نقش شانگ-چی آغاز کرد. این استودیو معتقد بود که بازیگران چینی‌تبار برای نقش آفرینی این شخصیت هستند. این گروه شامل سیمو لیو بود که در ۱۴ ژوئیه این تست داد و در ۱۶ ژوئیه رسماً جزو بازیگران شد. این خبر توسط فایگی و کرتون در پنل مارول استودیوز در کامیک-کان سن دیگو در تاریخ ۲۰ ژوئیه اعلام شد، جایی که عنوان کامل فیلم به نام شانگ-چی و افسانهٔ ده حلقه اعلام شد. فایگی خاطرنشان کرد: سازمان ده حلقه از زمان معرفی در اولین فیلم فرنچایز، مرد آهنی (۲۰۰۸) در سراسر MCU ظاهر شده‌است و گفت رهبر آن ماندارین در این فیلم با تونی لیانگ در این فیلم معرفی می‌شود. بن کینگزلی پیش از این، یک مأمور تحریک کننده را به عنوان ماندارین در مرد آهنی ۳ (۲۰۱۳) به تصویر کشیده بود. همچنین فایگی اعلام کرد که آکوافینا در این فیلم ظاهر می‌شود. انتظار می‌رفت فیلمبرداری در نوامبر ۲۰۱۹ آغاز شود، اما کرتون در اکتبر گفت تولید در اوایل سال ۲۰۲۰ آغاز می‌شود. در ماه دسامبر، فایگی گفت که بازیگران اصلی این فیلم بازیگران آسیایی خواهند بود. یک ماه بعد، میشل یو وارد مذاکره برای ایفای نقش در این فیلم شد، گفتنی است این نقش یو با آلتا اوگورد که در نگهبانان کهکشان بخش ۲ (۲۰۱۷) به تصویر کشیده‌است، متفاوت است.

### فیلمبرداری
عکاسی اصلی از اوایل سال ۲۰۲۰، در فاکس استودیوز استرالیا در سیدنی و در مکانی در ایالت نیو ساوت ولز آغاز شد. همچنین قرار بود فیلمبرداری در لس آنجلس برگزار شود. بیل پوپ به عنوان فیلمبردار فیلم فعالیت می‌کند. کرتتون پاپ را انتخاب کرد زیرا احساس می‌کرد سبک سینماگر می‌تواند هم طبیعی گرایانه باشد و هم افزایش یابد، و به دلیل کار پوپ در ماتریکس که کرتتون معتقد بود از لحن مناسبی برای یک فیلم برای دنیای سینمایی مارول با تمرکز بر شخصیت‌های آسیایی و آسیایی-آمریکایی برخوردار بود. در ۱۲ مارس، پس از آنکه استودیوها به دلیل دنیاگیری ۲۰–۲۰۱۹ کروناویروس، تولید فیلم‌ها را متوقف کردند، کرتون تصمیم گرفت به دلیل احتیاط به دلیل داشتن یک نوزاد تازه متولد شده، برای مبتلا بودن به از کروناویروس تست بدهد و خود را در حالی که منتظر این نتایج بود، خود را قرنطینه کرد. مارول به‌طور موقت تولید واحد اول را برای این فیلم به حالت تعلیق درآورد، اما در نظر داشت واحد دوم و سایر جنبه‌های تولید به صورت عادی ادامه یابد. در تاریخ ۱۳ مارس، با متوقف شدن دیزنی فیلمبرداری در اکثر پروژه‌های خود، مابقی تولید این فیلم متوقف شد.